# Маврикійський радіотелескоп
Маврикійський радіотелескоп (англ. Mauritius Radio Telescope) — радіотелескоп на Маврикії, який використовується для створення зображень неба на частоті 151,5 МГц. Є спільним проєктом Університету Маврикію, Індійського інституту астрофізики і Раманівського дослідницького інституту. Введений в експлуатацію в 1992 році.

## Конструкція
Маврикійський радіотелескоп — це Т-подібна антенна решітка, що складається з плеча схід-захід довжиною 2048 м із 1024 фіксованими спіральними антенами, розташованими в 32 групах, і плеча північ-південь довжиною 880 м із 15 рухомими візками, кожен з яких містить чотири антени. Плече північ-південь побудоване вздовж старої залізничної лінії з Порт-Луї до Флака, яка була закрита в 1964 році.
Антени збирають радіохвилі та перетворюють їх на електричні сигнали. Сигнал від кожної групи антен фільтрується, посилюється та надсилається в будівлю телескопа, де він оцифровується. Оцифровані сигнали обробляються в кореляторі за допомогою спеціального програмного забезпечення, яке перетворює їх на необроблені зображення, так звані «брудні карти». Радіотелескоп має чутливість до точкового джерела 150 мЯн і роздільну здатність 4 кутових хвилин.
Використання техніки апертурного синтезу дає Маврикійському радіотелескопу таку ж роздільну здатність, як у радіотелескопа розміром 1 км із заповненою апертурою. Дані збираються, коли візки в рукаві північ-південь рухаються на південь від центру масиву. Спостереження повторюються 62 рази, поки вагонетки не досягнуть південного кінця рукава. Одновимірні дані для кожного дня додаються, створюючи двовимірну карту неба. На відміну від більшості радіотелескопів, Маврикійський радіотелескоп може спостерігати дуже великі джерела. Некомпланарність рукава схід-захід призвела до нових методів візуалізації, які тепер використовуються для очищення необроблених даних.

## Наукові цілі
Радіотелескоп досліджує радіовипромінювання Сонця, пульсари, залишки наднових, інші галактичні й позагалактичні радіоджерела. Картографування Чумацького Шляху має за ціль створити точковий каталог із близько 100 000 об'єктів.
Радіотелескоп має на меті створити астрономічний каталог точкових джерел південної небесної півкулі для діапазону схилень від -70° до -10°, доповнивши таким чином створений за результатами спостереження північного неба Шостий Кембриджський огляд радіоджерел. В першу чергу, він розроблений для проведення огляду на частоті 151,5 МГц.